# Festivalul de Film de la New York

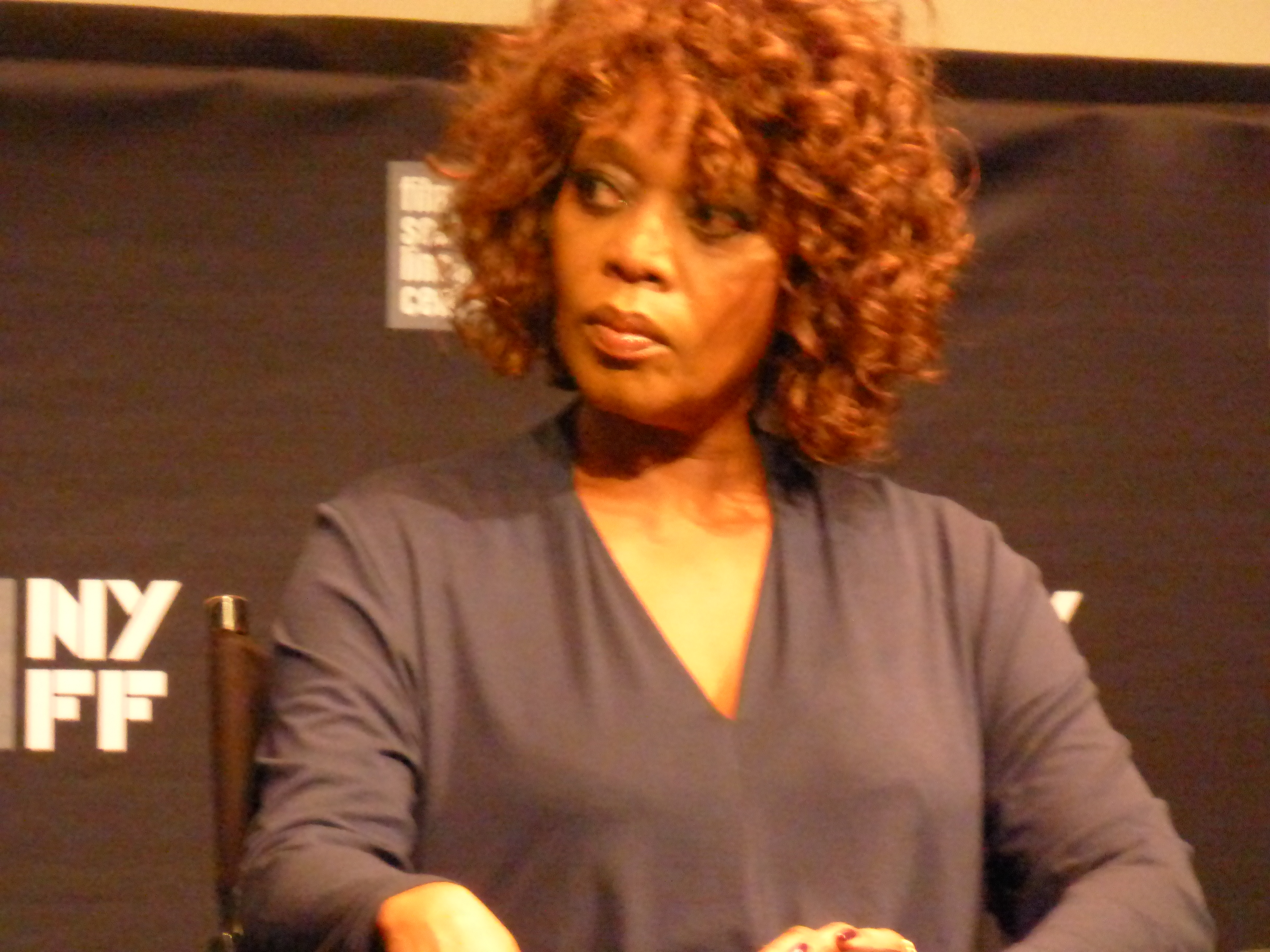
Alfre Woodard la Festivalul de Film de la New York în 2013.

Festivalul de Film de la New York (engleză New York Film Festival, prescurtat NYFF) este un festival de film organizat anual începând cu anul 1963. A fost fondat de Amos Vogel și Richard Roud. Filmele sunt alese de Film Society of Lincoln Center. Este condus în prezent de Kent Jones.

## Legături externe
- Site oficial